# 宗法
宗法是西周的重要政治制度。宗法制以血缘关系为基础，核心是嫡長子繼承制，起着维护西周政治等级制度和稳定社会秩序的作用。

## 概述
世袭周王称天子，为天下政治共主，王位由嫡长子继承。天子的其它诸子可被分封为诸侯，君位亦传给嫡长子。诸侯其它诸子则被分封为卿大夫。卿大夫之位亦传位嫡长子，其余诸子为贵族阶层的最低等级——没有封国和采邑的士。这些世袭嫡长子成为各级政权的首领。
周人很早就有建造宗庙习惯，宗庙安置有代表祖先的木主，里面分建多少个“庙”则取决于宗主的等级地位。宗庙除了祭祀，还可以举行重大典礼、决定重大事情，具有礼堂的性质。这种对祖先的尊敬，加强了宗族内部的团结，稳定了社会结构。与宗庙制度相辅相成的还有族墓制度，西周、春秋时代，贵族和国人都被集体安葬于公共墓地。按礼，除了凶死者外，所有族人都应葬于族墓。宗主有紧急的事情，有时也要去族墓报告祖先。
在西周时代，“姓”和“氏”是两个概念，“姓”表明血统，“氏”则为“姓”的分支。贵族在幼年时由父亲题取“名”，“字”则是成年后“冠礼”或“笄礼”时所取。男子的“字”全称有三个汉字：第一字表长幼行辈（伯、仲、叔、季等），第二字任意，末一字为“父”字。女子的字全称的末一字则为“母”或“女”，第一字后标明“姓”。由于全称过于复杂，故习惯上省略末尾的“父”或“母”。这种姓氏名字制度能够很好的起到确定血统、长幼、尊卑的作用。
与氏族社会相类，周代贵族禁止同姓通婚。但是各等级的贵族又必须在同等级之内迎娶异姓女子，天子、王姬则可与诸侯通婚。贵族实行的是一夫一妻多妾制，生育的后代则实行嫡长子继承（但是在早期并没有被严格的执行）。嫡长子继承制起到了稳固部族、防止内乱的作用。西周脱胎于氏族社会，各宗族由族长或管理。天子是天下的大宗、诸侯是本国的大宗、卿大夫则是本家的大宗，掌管采邑人民和土地，各种宗族组织构成了由上至下的层层统治结构。各级贵族都拥有军队，由族长统领。族长还是宗庙的主祭者、宗族成员的庇护者。各国的卿大夫掌管着军政大权，还有家臣助其打理各种事务。“室老”负责族长财务，“宗老”掌管各种礼仪，“宰”帮助处理政务，还有各种服务卿大夫生活的家臣。家臣对“家”的利益必须绝对的效忠。
宗法制的缺點在於諸侯國權力會日漸膨脹，尾大不掉。周天子對其采邑的控制權則逐漸喪失，公、侯、伯、子、男的襲爵漸漸由天爵轉變成人爵。西周時諸侯國領土大多很小，有的封國只是一個城。但東周以後，周天子地位大不如前，各諸侯互相吞併，出现春秋五霸，成為和周王室分庭抗禮的獨立王國，最終甚至演變為「陪臣執國命」的情況。